# Acropogon fatsioides
Acropogon fatsioides är en malvaväxtart som beskrevs av Schlechter. Acropogon fatsioides ingår i släktet Acropogon och familjen malvaväxter. Inga underarter finns listade i Catalogue of Life.